# Neoseiulus myrtea
Neoseiulus myrtea är en spindeldjursart som beskrevs av Chaudhri, Akbar och Rasool 1979. Neoseiulus myrtea ingår i släktet Neoseiulus och familjen Phytoseiidae. Inga underarter finns listade i Catalogue of Life.